# Bufo aspinius
Bufo aspinius — вид жаб родини ропухових (Bufonidae).

## Поширення
Вид є ендеміком Китаю. Він зустрічається у Яньбі-Ійському автономному повіті, на захід від гір Юнлінг в провінції Юньнань і поширений на висоті 1800-2200 метрів над рівнем моря. Його природними місцями проживання є субтропічні або тропічні вологі гірські ліси, річки, болота і орні землі. 
Цей вид знаходиться під загрозою зникнення через втрату середовища існування внаслідок діяльності малих форм господарювання. Охороняється у заповіднику Тонгбігуан.